# Surinaams Chinees Televisie Station
Surinaams Chinees Televisie Station (SCTV) is een Chinees-Surinaamse televisiezender in Suriname. Het werd opgericht in februari 2008 door Kong Ngie Tong Sang. Het kantoor is gevestigd aan de Kwattaweg in de Surinaamse hoofdstad Paramaribo. Veel programma's van deze zender zijn afkomstig van de Chinese staatstelevisie China Central Television. De televisiezender is in Suriname te vinden op kanaal 45 / 101.